# Insurecția națională slovacă
Insurecția națională slovacă (în slovacă Slovenské národné povstanie, prescurtat SNP) este denumirea folosită pentru o revoltă militară a unei părți a armatei slovace împotriva ocupației Slovaciei de către Wehrmacht începând cu 29 august 1944, precum și împotriva regimului colaboraționist slovac al Partidului Popular Slovac sub conducerea lui Jozef Tiso.
În perioada postbelică, mai multe entități politice au încercat să-și asume meritele pentru organizarea insurecției, în special comuniștii. Regimul stalinist din Cehoslovacia au prezentat insurecția ca fiind inițiată și condusă de forțele comuniste. Ultranaționaliștii slovaci, în schimb, au susținut că insurecția a fost un atac la adresa națiunii slovace, unul dintre obiectivele insurecției a fost desființare statul slovac și recrearea Cehoslovaciei, stat în care slovacii erau dominați de cehi. În realitate, multe facțiuni au participat la insurecție printre care Armata slovacă, rezistența democratică și partizanii comuniști.